# رافی (خواننده)
رافی گاوکیان (ارمنی: Րաֆֆի Գավուքեան; زاده ۸ ژوئیهٔ ۱۹۴۸) یک خواننده-ترانه‌سرا و پدیدآور ارمنی‌تبار اهل کانادا است که در زمینه موسیقی کودکان فعالیت می‌کند.

## جستارهای ویژه
- فهرست خوانندگان ارمنی
- فهرست ارمنی‌های کانادا